# Carl Richard Unger

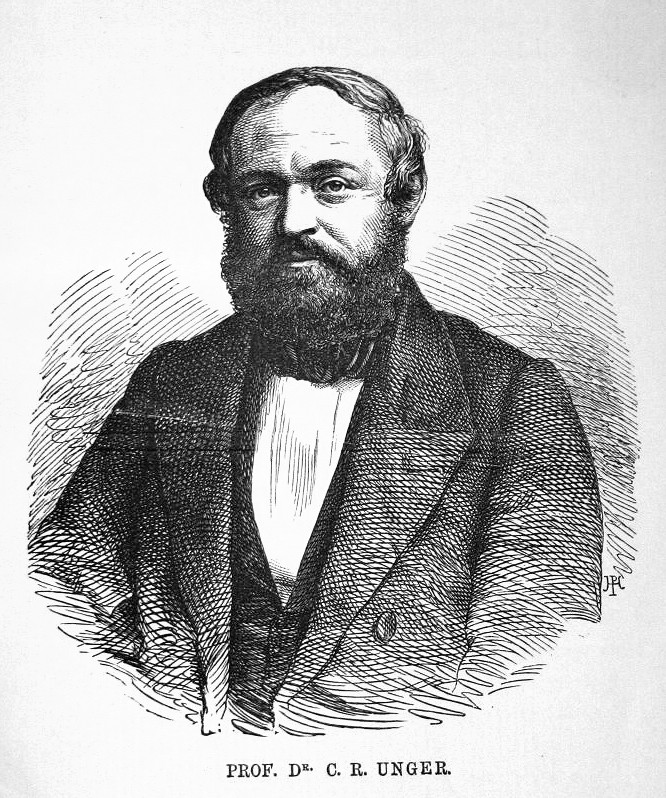
Carl Richard Unger.

Carl Richard Unger (auf seinem Grabstein „Riccard Unger“, * 2. Juli 1817 in Christiania; † 30. November 1897 in Christiania) war ein norwegischer Philologe und Herausgeber von Quellen.
Seine Eltern waren der Magazinverwalter Johan Carl Jonassen Unger (1757–1840) und dessen zweite Frau Anne Marie Wetlesen (1777–1864). Er blieb unverheiratet.
Unger war ab 1862 Professor für Altphilologie und germanische Sprachen an der Universität von Christiania. Zusammen mit Rudolf Keyser, Peter Andreas Munch und anderen, später allein gab er eine große Zahl altisländische und altnorwegische Texte heraus.

## Jugend und Ausbildung
Unger wuchs in Christiania auf, lebte aber auch zwei Jahre von 1830 bis 1832 bei dem Dichter-Pfarrer Simon Olaus Wolff in Mo (heute Tokke). 1835 legte er das Examen artium ab und begann ein Philologie-Studium, bestand aber das Staatsexamen nicht.
1841 erhielt er ein Stipendium, damit er die altnordische, die altenglische und die altdeutsche Sprache erlernen konnte. Er reiste nach Kopenhagen, wo er Material für ein Wörterbuch der altnordischen Sprache aus den dortigen Handschriften sammelte. Er verglich die damals vorhandenen Drucke mit den Handschriften und fand, dass sie oft fehlerhaft waren. Deshalb schrieb er eine Reihe Saga-Handschriften ab. Von Herbst 1843 bis zum Frühjahr 1844 studierte er in Paris und ab 1844 war er in London.

## Wissenschaftliche Laufbahn
Ab 1845 bis 1897 kurz vor seinem Tod hielt er an der Universität Christiania Vorlesungen über die altnordische Sprache und altnordische Texte. 1851 wurde er zum Lektor in romanischer und germanischer Philologie ernannt. 1862 wurde er Professor für diese Fachgebiete.
1843 veröffentlichte er eine sprachhistorische Abhandlung, und 1847 gab er zusammen mit Munch ein Altnordisches Lesebuch mit dazugehörendem Glossarium sowie Det oldnorske Sprogs eller Norrønasprogets Grammatik heraus. Im selben Jahr erschien das erste Heft des ersten Bandes des Diplomatarium Norvegicum, von Unger und Christian Christoph Andreas Lange redigiert.
Unger befasste sich weiter mit der Edition von Texten, unter anderem mit den Königssagas aus der Flateyjarbók nach den Abschriften des Isländers Guðbrandur Vigfússon. Von 1848 bis 1877 veröffentlichte er textkritische Ausgaben der Alexandersaga, der Thidrekssaga, der Karlamagnús saga, auch den Königsspiegel, Morkinskinna, viele Heiligenlegenden und anderes mehr. Er unterstützte die Arbeit Fritzners an dessen Wörterbuch und vollendete seine Arbeit nach dessen Tod.

## Ehrungen
Unger war seit 1853 Mitglied von „Det Kongelige Norske Videnskabers Selskab“, Gründungsmitglied von „Videnskabs-Selskabet“ in Christiania (heute Det Norske Videnskaps-Akademi) und vieler ausländischer gelehrter Gesellschaften. Zusammen mit Rudolf Keyser, Munch, Sophus Bugge, Oluf Rygh, Siegwart Petersen und Nicolay Nicolaysen gründete er 1861 „Det norske Oldskriftsselskab“ (Die norwegische Gesellschaft für alte Schriften), die bis 1900 bestand. Er war Ehrendoktor der Universität Lund. 1864 wurde er Ritter des St.-Olav-Ordens, 1891 Kommandeur 2. Klasse und 1897 Kommandeur 1. Klasse dieses Ordens.

## Werke

### Wissenschaftliche Arbeiten
- Fransk-Engelsk-Tydsk-Norsk Parleur, indeholdende en Samling af lette og i det daglige Liv forekommende Samtaler (zusammen mit A. J. Bergstrøm und P. T. Hanson), 1839
- „Beviser for at Adskillelse af de lange og korte Vocaler har fundet Sted i det gamle Norske“ in Nor 2. 1841–1843. S. 533–569.
- Det oldnorske Sprogs eller Norrønasprogets Grammatik (zusammen mit P. A. Munch). 1847
- Oldnorsk Læsebog med tilhørende Glossarium (zusammen mit P. A. Munch). 1847
- Herausgabe von J. Fritzner: Ordbog over det gamle norske Sprog, Bd. 3. 1896

### Editionen
- Fagrskinna (zusammen mit P. A. Munch). 1847
- Diplomatarium Norvegicum. Oldbreve til Kundskab om Norges indre og ydre Forhold, Sprog, Slægter, Sæder, Lovgivning og Rettergang i Middelalderen. Bd. 1–15 (Bd. 1–5 zusammen mit. C. C. A. Lange, Bd. 6–16 zusammen mit H. J. Huitfeldt-Kaas), 1847–1900
- Alexanders Saga. 1848
- Speculum regale. Konungs-skuggsjá. Konge-Speilet (zusammen mit R. Keyser und P. A. Munch), 148
- Olafs Saga hins helga; Legendariske Olavs saga. (zusammen mit R. Keyser). 1849
- Strengleikar eða Ljóðabók. En Samling af romantiske Fortællinger efter bretoniske Folkesange (zusammen mit R. Keyser), 1850
- Barlaams ok Josaphats Saga (zusammen mit R. Keyser), 1851
- Saga þiðriks konungs af Bern. Fortællling om Kong Thidrik af Bern og hans Kæmper, 1853
- Saga Olafs konungs ens helga (Snorri Sturlusons saga über Olav den Heiligen; zusammen mit P. A. Munch), 1853
- Karlamagnus Saga ok kappa hans, 1860
- Flateyjarbók (zusammen mit. Guðbrandur Vigfússon), 3 Bd., 1860–68
- Stjórn. Gammelnorsk Bibelhistorie fra Verdens Skabelse til det babyloniske Fangenskab, 1862
- Gammel norsk Homiliebog. 1864
- Morkinskinna. 1867
- Heimskringla eller Norges Kongesagaer af Snorre Sturlassøn. 1868
- Thomas saga erkibyskups. Fortælling om Thomas Becket, Erkebiskop af Canterbury. 1869
- Mariu saga. Legender om Jomfru Maria og hendes Jertegn. 1871
- Codex Frisianus. En Samling af norske Konge-Sagaer. 1871
- Konunga sögur. Sagaer om Sverre og hans Efterfølgere. 1873
- Postola sögur. Legendariske Fortællinger om Apostlernes Liv. 1874
- Heilagra manna sögur. Fortællinger og Legender om hellige Mænd og Kvinder. 2 Bd. 1877